# Plus fort que l'amour
Pour plus de détails, voir Fiche technique et Distribution.
Plus fort que l'amour (Oltre l'amore) est un mélodrame historique italien de Carmine Gallone sorti en 1940.
C'est une des adaptations de la nouvelle Vanina Vanini de Stendhal parue en 1829 dans la Revue de Paris puis incluse dans les Chroniques italiennes après la mort de l'auteur.

## Synopsis
Se déroulant dans les États pontificaux dans la première moitié du XIXe siècle, il traite de la figure de la noble romaine Vanina Vanini et de son amour secrètement nourri pour le charbonnier Pietro Mirilli. Ce dernier, compte tenu de ses engagements dans la lutte clandestine, décide d'abandonner sa jeune maîtresse, qui est pourtant prête à l'épouser.
Vanina, restée seule, ne parvient pas à sortir de son désespoir et tente par tous les moyens de retrouver son compagnon. Pour ce faire, elle va même jusqu'à dénoncer les Carbonari au cardinal de Romagne, en mentionnant leurs noms, sauf celui de Pietro, et en indiquant la cachette où ils se retrouvent. Pietro, ayant appris la dénonciation de Vanina, la chasse.
Ce n'est qu'à ce moment-là que Vanina se rend compte de la gravité de son geste et décide de rejoindre les Carbonari, participant même à des actions de combat au cours desquelles elle est blessée. Cela rapprochera les deux jeunes gens pour toujours. 

## Fiche technique
- Titre original italien : Oltre l'amore[1]
- Titre français : Plus fort que l'amour ou Conflit d'amour ou J'ai trahi pour toi[2]
- Réalisateur : Carmine Gallone
- Scénario : Guido Cantini (it) d'après Stendhal
- Photographie : Anchise Brizzi
- Montage : Oswald Hafenrichter
- Musique : Giuseppe Verdi, sous la direction de Luigi Ricci et Alessandro Cicognini
- Décors : Guido Fiorini (it)
- Costumes : Titina Rota
- Production : Nino Ottavi, Federico Curioni
- Sociétés de production : Grandi Film Storici
- Pays de production :  Royaume d'Italie
- Langue originale : italien
- Format : Noir et blanc - 1,37:1 - Son mono - 35 mm
- Durée : 96 minutes
- Genre : mélodrame historique
- Dates de sortie :
  - Royaume d'Italie : 2 septembre 1940
  - France : 6 mai 1947 (présentation corporative à Paris[2]) ; 12 décembre 1947 (Strasbourg) ; 14 octobre 1949 (région niçoise)

## Distribution
- Alida Valli : Vanina Vanini
- Amedeo Nazzari : Pietro Mirilli
- Camillo Pilotto : Duke Vanini
- Osvaldo Valenti : Livio Savelli
- Germaine Aussey : Maria Talleschi
- Lamberto Picasso : Meschiori
- Lauro Gazzolo : Comte Sabelli-Catanzaro, Ministre de la Police
- Amina Pirani Maggi : Elisa
- Emilio Cigoli : Ippoliti
- Romolo Costa : un charbonnier
- Claudio Ermelli : un espion
- Oreste Fares : Père Notari
- Augusto Marcacci : le secrétaire du ministre de la police.
- Giuseppe Varni : le commissaire
- Attilia Radice
- Roberto Bertea

## Production
Le film a été produit par Grandi Film Storici. Il a été tourné au printemps 1940 à Cinecittà pour les intérieurs, et autour de Rome pour les extérieurs. La musique a été interprétée par l'orchestre du Teatro Reale dell'Opera de Rome. Le film a été présenté le 2 septembre 1940 à Venise lors de la 8e Mostra de Venise (it). Il avait été annoncé à plusieurs reprises que le titre définitif du film serait Passione.

## Accueil critique
Michelangelo Antonioni, dans les pages de la revue Cinema (it) du 25 septembre 1940 : « Le roman de Stendhal est une œuvre plutôt romantique consacrée à l'aube du Risorgimento. Réduit par Cantini très librement, il est plus romantique encore, ayant pris un ton aventureux et théâtral. Parmi les œuvres de Gallone, un réalisateur que les producteurs admirent pour sa sagacité commerciale et son flair, celle-ci est l'une des meilleures car elle ne manque pas d'une certaine organicité. Compte tenu de la nature fragmentaire du Roman d'un génie et de Scipion l'Africain, les progrès sont évidents. Et il y a aussi du progrès chez Alida Valli, engagée dans un rôle qui n'est pas facile, mais que sa beauté et sa bravoure nerveuse soutiennent efficacement ».